# 大門神社 (さいたま市)
大門神社（だいもんじんじゃ）は、埼玉県さいたま市緑区の神社。

## 歴史
創建年代は不明である。日光御成道の宿場町「大門宿」の鎮守として祀られていた。かつては「十二所権現社」と称していた。この名称は「熊野十二所権現」に由来するものとみられ、同市同区中尾にあった修験道本山派の寺院「玉林院」の影響下で創建されたものと推測される。
「華蔵寺」が別当寺であった。華蔵寺は真言宗の寺院であったが、明治初期の神仏分離により、廃寺に追い込まれた。
1873年（明治6年）、近代社格制度に基づく「村社」に列せられ、1907年（明治40年）の神社合祀により、周辺の10社が合祀された。その際に、地名から「大門神社」に改称した。

## 交通アクセス
- 浦和美園駅より徒歩13分。